# Lothaire của Pháp

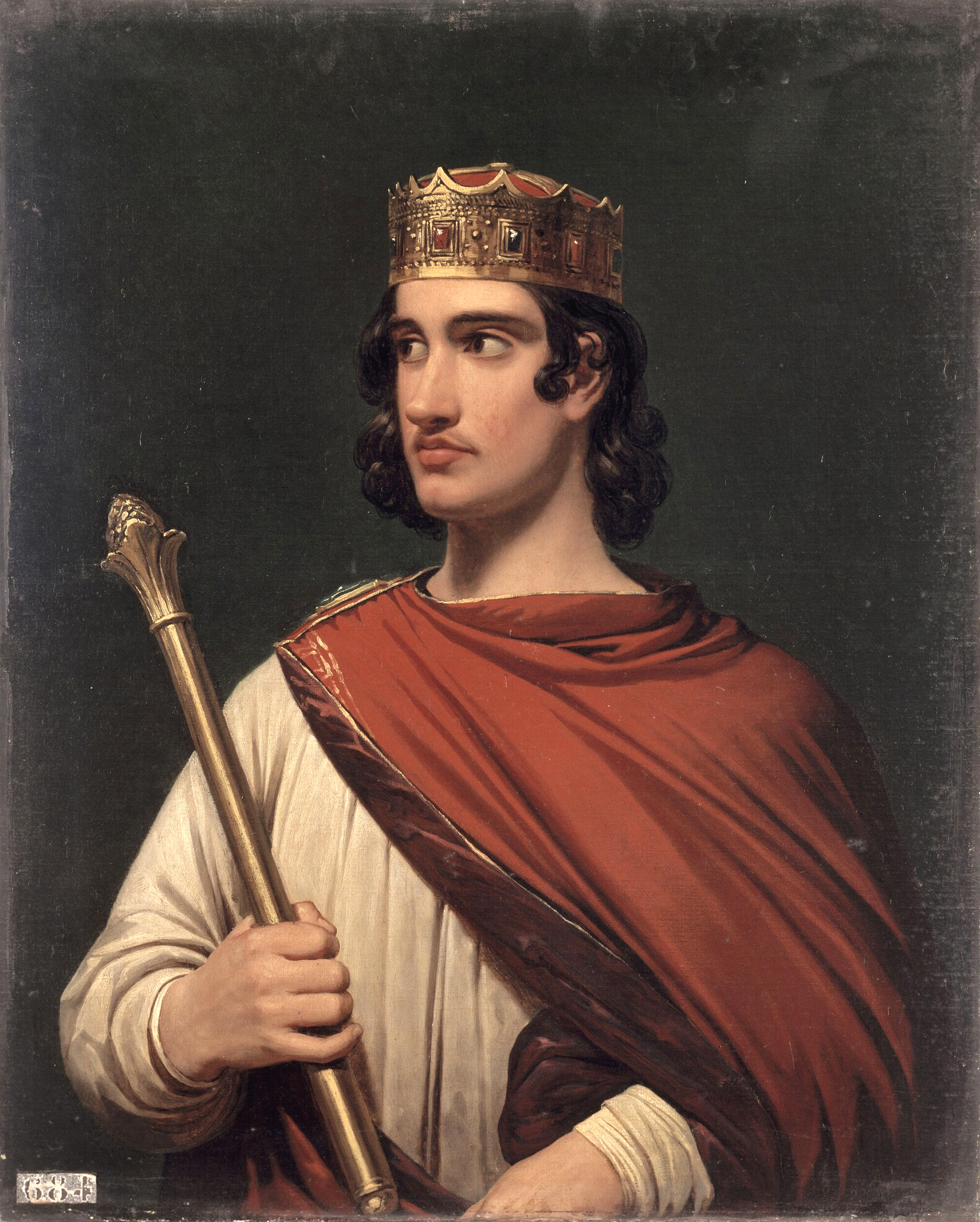
Lothair của Pháp khi lên trị vì

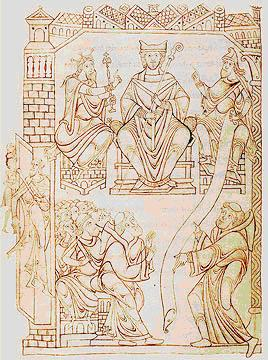
Richard II xứ Normandy (phải), với Trưởng tu viện nhà thờ Mont Saint Michel (giữa) và Lothair (trái).

Lothair (tiếng Pháp: Lothaire; tiếng Latinh: Lothārius) (941–986), đôi lúc còn được gọi là Lothair IV, là Vua Tây Francia của nhà Vương triều Caroling (10 tháng 9 năm 954 – 1 tháng 3 năm 986), con của Louis IV và Gerberga của Saxony.

## Tiểu sử
Ông kế vị cha ông vào năm 954 ở tuổi 13 và làm lễ đăng quang tại Rheims vào ngày 12 tháng 11 năm 954. Dưới sự bảo vệ của Hugh Cao Quý, Công tước Franks và Bá tước Paris, là kẻ thù của cha ông tuy nhiên lại được bổ nhiệm người giám hộ điền trang của vua.
Năm 955, Lothair và Hugh cùng bao vây Poitiers. Hugh chết ngay sau khi và Lothair làm trung gian dàn xếp giữa con trai ông, Hugh Capet đã nói ở trên và đứa nhỏ tuổi hơn là Otto-Henry, Otto Henry. Nhà vua phong Capet danh hiệu công tước và Paris, nhưng lại phong cho Otto Công quốc Bourgogne vào năm 960. Lothair, mới mười lăm tuổi, dưới sự giám hộ của ông chú họ ngoại là Bruno, Tổng Giám mục Cologne.
Năm 962, Baldwin III xứ Flanders, con trai, người cai trị và người thừa kế của Arnulf I đã chết và Arnulf để lại Flanders cho Lothair. Về cái chết của Arnulf vào năm 965, Lothair xâm chiếm Flanders và nhiều thành phố, nhưng cuối cùng bị đẩy lùi bởi những người ủng hộ của Arnulf II. Ông tạm thời vẫn kiểm soát được Arras và Douai. Dưới thời trị vì của Lothair, Công tước Normandy thường hay gây xung đột và giao chiến với một số gia thần của ông và vua người Đức là Otto II đang lập kế hoạch chiếm lại tỉnh Lorraine từ Pháp.
Mùa xuân năm 978 Otto II xuất quân tấn công bất ngờ vào Aechen trước khi đối phương có thể phòng thủ kịp thời, mùa thu năm đó Lothair tuyên chiến với Otto II nhằm báo thù cho nước Pháp, nhưng quân của Otto II đã chiếm đoạt một số lãnh thổ và gấp rút tiến vào vùng ngoại ô Paris, nhưng bị Lothair xuất binh chặn đánh, gây thiệt hại nặng, buộc phải triệt thoái toàn bộ về Đức. Cuối cùng, hai bên thỏa thuận ký kết hiệp ước nghị hòa tại Margut-sur-Chiers. Đến năm 983 Lothair nhận lời làm người giám hộ cho Otto III.
Năm 985, ông xâm chiếm Công quốc Lorrain, bao vây Verdun vào tháng ba và bất giữ một số tù nhân: Bá tước Godefroy I, (anh trai của Adalberon Reims), Frederick (con trai của Godfrey I), Siegfried xứ Luxembourg (chú Godfrey) và Thierry, Công tước Lorraine Thượng (cháu trai của Hugh Capet).
Phần còn lại của triều đại Lothair bị chi phối bởi những rắc rối nội bộ mà ông thường xao lãng những công việc quan trọng bên ngoài. Năm 985, khi Khalip Córdoba, Al-Mansur cướp phá Barcelona, Lothair đã không giúp đỡ Count Borrel II khi nhận được tin tức từ phái viên của mình tại Verdun. Điều này gây ra sự rạn nứt cuối cùng giữa các công quốc ở Tây Ban Nha và Pháp trong thời cai trị của những người kế nhiệm ông. Lothair qua đời một năm sau đó, ngày 1 tháng 3 năm 986.

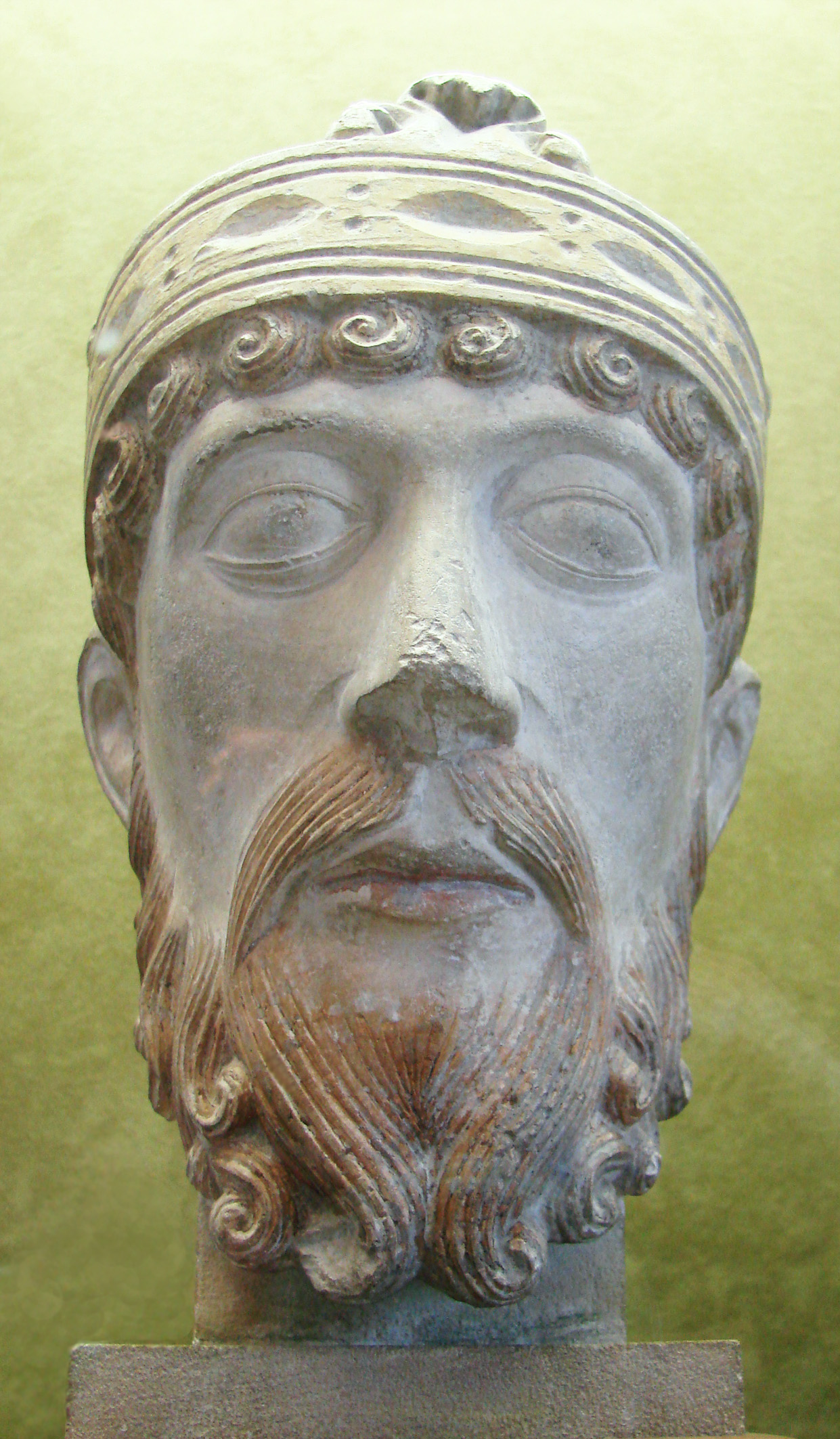
Tượng chân dung của Lothair từ thế kỷ XII, được giữ ở nhà thờ Musée Saint Rémi tại Reims

## Gia đình
Lothair kết hôn với Emma của Ý, con gái của Lothair II của Ý và Adelaide của Ý. Ông bà ngoại của ông là Rudolph II xứ Burgundy và Bertha xứ Swabia.
Lothair và Emma có một người con trai kế thừa ngôi vua là Louis V
Lothair còn có một người con trai không chính thức là Arnulf được ông cho làm Tổng Giám mục Rheims.